# Danilinho
Danilo Veron Barrios, mer känd som Danilinho, född 11 mars 1987 i Mato Grosso do Sul, Brasilien, är en brasiliansk fotbollsspelare, som för tillfället spelar i Tigres.